# Oshin Derieuw
Oshin Derieuw est une boxeuse belge née le 29 avril 1987 à Roulers.

## Carrière
Oshin Derieuw est médaillée d'argent dans la catégorie des poids welters aux Jeux européens de 2023 à Nowy Targ, s'inclinant en finale face à la Turque Busenaz Sürmeneli. Ce résultat la qualifie pour les Jeux olympiques de Paris en 2024, une première dans l'histoire de la boxe féminine belge.
Elle est la porte-drapeau de la délégation belge lors de la cérémonie de clôture de ces Jeux européens.

## Vie privée
Elle épouse la triathlète Charlotte Deldaele le 8 août 2018.
Sa sœur Chilo est une chanteuse et productrice de hip-hop.